# Adrian Hadley
Adrian Hadley (Cardiff, 1º marzo 1963) è un rugbista a 15, rugbista a 13 e allenatore di rugby a 15 gallese, che gioca come tre quarti ala.

## Statistiche
- Presenze in nazionale scozzese (CAP): 27.
- Punti segnati con la nazionale gallese: 36 (9 mete).
- Cinque Nazioni disputati: 1984, 1985, 1986, 1987 e 1988.
- Mondiali disputati: 1987.